# Западни свет
Западни свет, познат и као Запад, првенствено се односи на различите нације и државе у регионима Аустралазије, западне и средње Европе, као и Северне Америке, уз дебату о томе да ли се источна Европа и Латинска Америка такође сматрају деловима Запада. Западни свет се такође назива Окцидент, за разлику од источног света познатог као Оријент.
Савремени западни свет у суштини обухвата нације и државе у којима се цивилизација или култура сматра западном — чије корене неки историчари вуку до грчко-римског света и хришћанства. У глобалном расколу север—југ, Запад је често у корелацији са глобалним севером. Историјска идеја о Европи као географском Западу појавила се у Грчкој у петом веку пре нове ере. Географски концепт Запада почео је да се обликује у 4. веку нове ере када је Константин Велики, први римски цар који је био хришћанин, поделио Римско царство између грчког истока и латинског запада. Источно римско царство, касније названо Византија, наставило се током једног миленијума, док је Западно римско царство трајало само око век и по. То је довело до тога да многи људи у западној Европи завиде Византији и да тамошње хришћане сматрају јеретицима. Године 1054. када је црква у Риму изопштила византијског патријарха, политичко-религијска подела између западне цркве и источне цркве кулминирала је Великим расколом. Иако су се пријатељски односи између два дела хришћанског света наставили још неко време, крсташки ратови су непријатељством учинили раскол коначним. Запад је током крсташких ратова покушао да заузме трговачке путеве ка Истоку и није успео, а уместо тога је открио Америку. После европске колонизације ових новооткривених земаља, појавила се идеја о западном свету, као наследнику латинског хришћанства.
У средњем веку, Европљани су термин „Запад” почели да користе за описивање Европе. Од 18. века, након европских истраживања, реч је коришћена за означавање региона света са европским насељима. У савремено доба, земље за које се сматра да сачињавају Запад разликују се према перспективи, а не према географској локацији. Државе попут Аустралије и Новог Зеланда, које се налазе на источној хемисфери, сматрају се делом модерне дефиниције западног света, пошто су ови региони и други слични њима били под значајним утицајем Британаца — који су произашли из колонизације и имиграције Европљана. Упркос томе што се налази на Далеком истоку, земље попут Јапана, у неким контекстима, сматрају се делом Запада јер су усклађене са идеалима демократије западног стила, док се за земље попут Кубе, која се налази на западној хемисфери, тврди да нису део Запада јер су у складу са идеалима комунизма. У зависности од контекста и историјског периода о коме је реч, на Русију се понекад гледало као на део Запада, а понекад на супротстављену њему. Упоредо са успоном Сједињених Америчких Држава као велике силе и развојем информационо-комуникационих технологија, САД су постале истакнутије у концептуализацији Запада.
Између 18. до средине 20. века, истакнуте земље на Западу, као што су САД, Канада, Бразил, Аргентина, Аустралија и Нови Зеланд, некада су биле замишљене као етнократије за белце. Расизам се наводи као фактор који доприноси западњачкој колонизацији Новог света, који данас чини велики део „географског” западног света. Почевши крајем 1960-их, одређени делови западног света постали су препознатљиви по својој разноликости због имиграције. Идеја „Запада” је током времена еволуирала од усмереног концепта до друштвено-политичког концепта који је био темпорализован и приказан као концепт будућности са представама о прогресу и модерности.